# Maria Anna Habsburg (królowa Portugalii)
Maria Anna Józefa Habsburg (ur. 7 września 1683 w Linzu; zm. 14 sierpnia 1754 w Lizbonie) – arcyksiężniczka Austrii, królowa Portugalii.
Maria Anna była córką cesarza Leopolda I i jego żony, cesarzowej Eleonory Magdaleny. Miała dziesięcioro rodzeństwa, w tym cesarzy Józefa I i Karola VI.
27 października 1708 roku wyszła za króla Portugalii Jana V. Para doczekała się siedmiorga dzieci:
- Maria Barbara (ur. 4 lutego 1711; zm. 27 sierpnia 1758), wyszła za mąż w 1729 roku za króla Hiszpanii Ferdynanda VI;
- Piotr (ur. 19 października 1712; zm. 29 października 1714);
- Józef I (ur. 6 czerwca 1714; zm. 24 lutego 1777), król Portugalii;
- Karol (ur. 2 maja 1716; zm. 29 marca 1736);
- Piotr III (ur. 5 lipca 1717; zm. 25 maja 1786), król Portugalii jako mąż Marii I;
- Aleksander Franciszek (ur. 24 września 1718; zm. 12 sierpnia 1728)
- Józefina (ur. 1720; zm. 1801)

W 1742 roku Maria Anna przejęła władzę za swojego męża, ponieważ ten cierpiał na udar mózgu, który sprawił, że król doznał paraliżu. Po śmierci Jana V 31 lipca 1750 roku oddała władzę najstarszemu synowi, Józefowi I.
Po śmierci została pochowana w Lizbonie, ale jej serce zostało pochowane w cesarskiej krypcie w Wiedniu.